# Diocèse de Carúpano
Le diocèse de Carúpano (en latin : Diœcesis Carupanensis ; en espagnol : Diócesis de Carúpano) est un diocèse de l'Église catholique au Venezuela, suffragant de l'archidiocèse de Cumaná.

## Territoire

Carte des diocèses du Venezuela avec le diocèse de Carúpano en rouge

Le diocèse occupe environ la moitié du territoire de l'État de Sucre dont la plus grande partie est située sur la péninsule de Paria, l'autre partie de cet État étant dans l'archidiocèse de Cumaná dont le diocèse de Carúpano est suffragant. Son territoire couvre une superficie de 5 638 km2 avec 23 paroisses regroupées en  3 archidiaconés. L'évêché est à Carúpano où se trouve la cathédrale sainte Rose de Lima (es).

## Histoire
Le diocèse est érigé le 4 avril 2000 par la bulle pontificale Plerique sacrorum du pape Jean-Paul II sur une partie du territoire de l'archidiocèse de Cumaná. Mgr Manuel Felipe Díaz Sánchez prend ses fonctions le 13 juillet de la même année. Le 8 novembre 2014, le séminaire diocésain est officiellement inaugurée lors d'une messe présidée par Mgr Aldo Giordano, nonce apostolique qui bénit la première pierre.

## Évêques
- Manuel Felipe Díaz Sánchez (2000-2008), nommé archevêque de Calabozo.
  - Enrique Pérez Lavado (2009-2010), administrateur apostolique étant aussi évêque de Maturín.
- Jaime José Villarroel Rodríguez (2010-  )

## Sources
- http://www.catholic-hierarchy.org